# Studien zur evangelischen Sozialtheologie und Sozialethik
Die Studien zur evangelischen Sozialtheologie und Sozialethik (SEST) sind eine wissenschaftliche Buchreihe im Hamburger Furche-Verlag, die zwischen 1958 und 1962 erschien. Sie wurde von Heinz-Dietrich Wendland begründet und stellt in zehn Bänden die Bandbreite der Evangelischen Sozialethik vor. Band 1 bildet dabei die von Wendland betreute Doktorarbeit von Trutz Rendtorff, Band 2 die von Wolfgang Trillhaas und Ernst Wolf betreute Doktorarbeit von Wolf-Dieter Marsch. Band 7 ist zugleich die Festschrift für Wendland zu seinem 60. Geburtstag.
- Band 1: Trutz Rendtorff, Die soziale Struktur der Gemeinde. Die kirchlichen Lebensformen im gesellschaftlichen Wandel der Gegenwart. Eine kirchensoziologische Untersuchung, 1958, 158 S.
- Band 2: Wolf-Dieter Marsch, Christlicher Glaube und demokratisches Ethos, dargestellt am Lebenswerk Abrahm Lincolns. Ein Beitrag aus der Geschichte der Vereinigten Staaten von Amerika, 1958, 246 S.
- Band 3: Christine Bourbeck/Heinz-Dietrich Wendland (Hrsg.), Diakonie zwischen Kirche und Welt. Studien zur diakonischen Arbeit und Verantwortung in unserer Zeit., 1958, 152 S.
- Band 4: Justus Freytag, Die Kirchengemeinde in soziologischer Sicht. Ziel und Weg empirischer Forschungen, 1959, 127 S.
- Band 5: Heinz-Dietrich Wendland, Botschaft an die soziale Welt. Beiträge zur christlichen Sozialethik der Gegenwart, 1959, 336 S.
- Band 6: Helmut Begemann, Strukturwandel der Familie. Eine sozialtheologische Untersuchung über die Wandlung von der patriarchischen zur partnerschaftlichen Familie, 1960, 264 S.
- Band 7: Friedrich Karrenberg/Wolfgang Schweitzer (Hrsg.), Spannungsfelder der evangelischen Soziallehre. Aufgaben und Fragen vom Dienst der Kirche an der heutigen Gesellschaft., 1960, 300 S.
- Band 8: Reinhold Lindner, Grundlegung einer Theologie der Gesellschaft. Dargestellt an der Theologie Paul Tillichs, 1960, 63 S.
- Band 9: Gerhard Wurzbacher, Karl Martin Bolte, Rosemarie Klaus-Roeder, Trutz Rendtorff (Hrsg.), Der Pfarrer in der modernen Gesellschaft. Soziologische Studien zur Berufssituation des evangelischen Pfarrers, 1960, 102 S.
- Band 10: Hermann Ringeling, Die Frau zwischen gestern und morgen. Der sozialtheologische Aspekt ihrer Gleichberechtigung, 1962, 146 S.